# Abdullo Rakhimbaev
Abdullo Rakhimbayevich Rakhimbayev (en russe : Абдулло́ Рахимба́евич Рахимба́ев) (en ouzbek Abdullo Raximboyevich Raximboyev, né le 19 mai (1er juin 1896 dans le calendrier grégorien), Khodjent, Empire russe  et mort le 7 mai 1938, Moscou, RSFSR) est un chef du Parti Soviétique puis de l'État, président du SNK de la RSS tadjike (1933-1937).

## Biographie
Il est né dans la famille d'un marchand d'ethnie ouzbek,.
En 1917, il est membre et l'un des dirigeants de l'organisation Shuro-i-Islamiya Khodjent (région de Ferghana), puis secrétaire du Conseil des travailleurs musulmans de Khodjent (région de Ferghana). En 1919, il devient Secrétaire du comité exécutif du conseil du district de Golodnostepsky, président du comité exécutif du conseil du district de Khodjent, président du comité exécutif du conseil municipal de Khodjent (région de Fergana).
En 1919, il rejoint le PCUS « Parti communiste (bolchevik) de Russie » et devient Secrétaire du comité exécutif du district de la ville de Goulistan. Il dirige les comités exécutifs du district et de la ville de Khodjent et préside le Comité Régional de Samarcande du PC du Turkestan. De 1920 à 1921 et de juin à octobre 1922, il est Président de la Commission électorale centrale de la République socialiste soviétique autonome du Turkestan .
En 1921, il est membre du Bureau du Comité central du PCUS au Turkestan et de la Commission du Comité central du PCUS au Turkestan et du Parti Communiste du Turkestan de la RSFSR, membre du conseil du Commissariat du peuple aux nationalités de la RSFSR , membre de la Commission du Turkestan du Comité Exécutif Central et du SNK de RSFSR. 
En avril 1922, lors du XIe Congrès du PCUS il est élu membre candidat du Comité central (avril 1922 - avril 1923). À la même époque, en 1922-1926, il est membre du Conseil militaire révolutionnaire du front du Turkestan.
De 1923 à 1924, il est membre de la Commission centrale de contrôle du PCUS. De juillet à novembre 1923, il est secrétaire exécutif du Comité central du parti communiste de Boukhara, de 1923 à 1924, secrétaire du Comité central du parti communiste du Turkestan. Il devient membre de la Commission centrale pour le désengagement national du Bureau de l'Asie centrale du Comité central du PCUS, et Président de la Sous-commission ouzbek.
Après la création de la RSS d'Ouzbékistan (27 octobre 1924), il est élu secrétaire du Comité central du PCUS d'Ouzbékistan (décembre 1923 - décembre 1925). De mai 1924 à décembre 1925, il est à nouveau membre candidat du Comité central du PCUS. De 1924 à 1926, il est membre du bureau de l'Asie centrale du Comité central de l'Orgburo.
De 1924 à 1925 il exerce comme Secrétaire du Bureau d’organisation temporaire du Comité central du Parti communiste (bolcheviks) d’Ouzbékistan, et est membre du Comité révolutionnaire de la RSS d’Ouzbékistan. De 1926 à 1928, il est à Moscou en tant que participant aux cours de marxisme-léninisme.
De 1928 à 1929 il est Président du conseil d'administration de la Maison d'édition centrale des peuples de l'URSS ; de 1929 à 1933 Président du Comité des minorités nationales soviétiques du Commissariat populaire à l'éducation de la RSFSR. De 1933 à 1937 Président du Conseil des commissaires du peuple de la RSS tadjike ; depuis janvier 1934 devient un des présidents de la RSFSR de l'URSS .
À l'été 1937 dans le contexte des purges staliniennes il est démis de ses fonctions de président de la SNK de la RSS tadjike et expulsé des rangs du PCUS. 
En septembre 1937, il est arrêté à Stalinabad, déplacé à Moscou et maintenu dans la prison de Lefortovo. Le 7 mai 1938, le collège militaire de la Cour suprême le déclare coupable. (Décès le même jour.)
En 1956 il est (à titre posthume) réhabilité et réintégré dans le parti.

## Distinctions
- Ordre de Lénine (1935)
- Ordre du Drapeau rouge.